# 1889 في الولايات المتحدة
فيما يلي قوائم الأحداث التي وقعت خلال عام 1889 في الولايات المتحدة.

## سياسة

### تعيين في المنصب
- 1 يناير – ب. ج. كينيدي عضو مجلس ولاية ماساتشوستس.
- 1 يناير – توماس مايكل هولت نائب حاكم شمال كارولينا [الإنجليزية]‏.
- 14 يناير – جوزيف جورج فايفر حاكم إلينوي [الإنجليزية]‏.
- 14 يناير – ديفيد آر. فرانسيس حاكم ميسوري  [لغات أخرى]‏.
- 17 يناير – جيمس فيليب إيغل حاكم أركنساس  [لغات أخرى]‏.
- 4 مارس – بنجامين هاريسون رئيس الولايات المتحدة.
- 4 مارس – كارولين هاريسون السيدة الأولى للولايات المتحدة.
- 7 مارس – جيمس جي بلين وزير الخارجية الأمريكي.
- 22 مارس – آرثر كالفن ميليتي حاكم داكوتا الجنوبية [الإنجليزية]‏.
- 28 مايو – هربرت دبليو. لاد حاكم رود آيلاند [الإنجليزية]‏.
- 20 نوفمبر – جون ميلر حاكم شمال داكوتا [الإنجليزية]‏.

### انتهاء فترة المنصب
- 1 يناير – ب. ج. كينيدي عضو مجلس نواب ماساتشوستس.
- 8 يناير – ألفا آدامز Governor of Colorado [الإنجليزية]‏.
- 14 يناير – إسحاق غراي حاكم إنديانا [الإنجليزية]‏.
- 4 مارس – جروفر كليفلاند رئيس الولايات المتحدة.
- 4 مارس – فرانسيس كليفلاند السيدة الأولى للولايات المتحدة.
- 6 مارس – توماس فرنسيس بايارد وزير الخارجية الأمريكي.
- 28 مايو – رويال جيم تافت حاكم رود آيلاند [الإنجليزية]‏.

## كتب
من الكتب التي صدرت هذه السنة في الولايات المتحدة:
- 1 يناير – يانكي من كونيتيكت في بلاط الملك آرثر من تأليف مارك توين.

## مواليد

### يناير
- 2 يناير – إدوارد كريستوفر ينت فيزيائي أمريكي.
- 2 يناير – روجر آدامز[1]
- 20 يناير – ألان لوكهيد
- 28 يناير – إدوين كمبل فيزيائي أمريكي.[2]

### فبراير
- 4 فبراير – والتر كاتليت ممثل أمريكي.[3]
- 17 فبراير – إتش إل هانت رجل أعمال من الولايات المتحدة الأمريكية.[4]
- 23 فبراير – فيكتور فليمنغ[5]
- 28 فبراير – جون تود زيمر[6]

### مارس
- 8 مارس – فرينغتون دانيلز
- 29 مارس – وارنر باكستر[7]

### أبريل
- 15 أبريل – توماس هارت بنتون رسام أمريكي.[8]
- 18 أبريل – هارولد ساكستون بور[9]

### مايو
- 15 مايو – هاري ويلز ملاكم من الولايات المتحدة الأمريكية.[10]
- 17 مايو – دوروثي جيبسون[11]
- 18 مايو – توماس ميدغلي كيميائي أمريكي.[12]
- 21 مايو – آرثر هوهل ممثل أمريكي.[13]

### يوليو
- 10 يوليو – روبرت بارات[14]
- 13 يوليو – والاس إف جونسون لاعب كرة مضرب أمريكي.
- 31 يوليو – إدي مكجورتي ملاكم من الولايات المتحدة الأمريكية.

### أغسطس
- 1 أغسطس – جون فريند ماهوني طبيب أمريكي.
- 4 أغسطس – فرانسيس ويلر لوميس فيزيائي أمريكي.[15]
- 4 أغسطس – وليام كيلي[16]
- 5 أغسطس – كونراد ايكين[17]
- 13 أغسطس – جيمس بيترز[18]

### سبتمبر
- 1 سبتمبر – تشوك تومبكينز لاعب كرة قاعدة من الولايات المتحدة الأمريكية.
- 8 سبتمبر – روبرت تافت سياسي أمريكي.[19]
- 10 سبتمبر – جيروم فرانك حقوقي أمريكي.[20]
- 23 سبتمبر – والتر ليبمان صحفي أمريكي.[21]

### أكتوبر
- 1 أكتوبر – مينتا دورفي ممثلة أمريكية.[22]
- 2 أكتوبر – هانفورد ماكنيدر[23]
- 3 أكتوبر – آلان دينهارت[24]
- 4 أكتوبر – جون كيلي[25]
- 10 أكتوبر – آرثر هوسمان ممثل أمريكي.[26]
- 10 أكتوبر – كيرميت روزفلت[27]
- 21 أكتوبر – ألبرت كروشيل درّاج طريق من الولايات المتحدة الأمريكية.
- 22 أكتوبر – جون بولدرستون كاتب أمريكي.[28]
- 27 أكتوبر – نيلسون جورج كراسكيل سياسي أمريكي.
- 30 أكتوبر – دوروثي فيليبس ممثلة أمريكية.[29]

### نوفمبر
- 16 نوفمبر – جورج كوفمن كاتب أمريكي.[30]
- 19 نوفمبر – كليفتون ويب[31]
- 20 نوفمبر – إدوين هابل عالم فلك أمريكي.[32]
- 27 نوفمبر – كارل هاتش سياسي أمريكي.[33]

### ديسمبر
- 4 ديسمبر – لويد بيكون[34]
- 10 ديسمبر – راي كولينز ممثل أمريكي.[35]
- 10 ديسمبر – هاري مكوي ممثل أمريكي.
- 16 ديسمبر – تيد وايلد[36]
- 21 ديسمبر – سيوال رايت[37]
- 24 ديسمبر – كارل أورتوين ساور[38]
- 29 ديسمبر – آرثر دانيال هيلي سياسي أمريكي.[39]

## وفيات

### فبراير
- 3 فبراير – بيل ستار (مواليد 1848)[40]
- 11 فبراير – هنري جاكسون هنت (مواليد 1819) ضابط من الولايات المتحدة الأمريكية.[41]

### مارس
- 12 مارس – جون أرشيبالد كامبل (مواليد 1811) سياسي أمريكي.[42]
- 22 مارس – ستانلي ماثيوز (مواليد 1824) سياسي أمريكي.[43]

### يونيو
- 25 يونيو – لوسي هايس (مواليد 1831) سياسية من الولايات المتحدة الأمريكية.[44]
- 26 يونيو – سايمون كاميرون (مواليد 1799) سياسي أمريكي.[45]
- 28 يونيو – ماريا ميتشل (مواليد 1818) عالمة فلك أمريكية.[46]

### يوليو
- 10 يوليو – جوليا تايلر (مواليد 1820) سياسية من الولايات المتحدة الأمريكية.[47]

### أغسطس
- 15 أغسطس – الياس وميس (مواليد 1811)

### سبتمبر
- 24 سبتمبر – دانيال هارفي هيل (مواليد 1821) أستاذ جامعي من الولايات المتحدة الأمريكية.[48]

### أكتوبر
- 10 أكتوبر – لورينزو دي وايتنج (مواليد 1819) سياسي أمريكي.
- 24 أكتوبر – جون لورنس مانينغ (مواليد 1816) سياسي من الولايات المتحدة الأمريكية.

### نوفمبر
- 11 نوفمبر – جيمس سميث بوش (مواليد 1825) سياسي أمريكي.[49]
- 25 نوفمبر – صموئيل الكنز (مواليد 1800) سياسي أمريكي.

### ديسمبر
- 6 ديسمبر – جيفيرسون ديفيس (مواليد 1808) سياسي أمريكي.[50]
- 29 ديسمبر – بريسيلا تايلر (مواليد 1816) ممثلة من الولايات المتحدة الأمريكية.[51]